# Program Copernic
COPERNIC – powstały w 1990 roku w Paryżu interdyscyplinarny program studiów typu MBA, będący efektem współpracy administracji francuskiej, szkół wyższych oraz francuskich holdingów działających na arenie międzynarodowej. Ta pierwsza w Europie niezależna szkoła menedżerów kształcąca specjalistów z Europy Środkowej i Wschodniej została zainspirowana upadkiem reżimów komunistycznych w 1989 roku. Program Copernic został w roku 2000. wyróżniony w konkursie Pro Publico Bono.

## Uczestnicy projektu
Program kształcenia w zakresie zarządzania i świata współczesnego COPERNIC (Programme de formation au management et au monde contemporain COPERNIC) przeznaczony jest dla absolwentów studiów magisterskich o profilu inżynierskim, ekonomicznym lub prawniczym, pochodzących z krajów Europy Środkowej i Wschodniej. Jest on organizowany na zasadzie partnerstwa publiczno-prywatnego, zorganizowanego w następujący sposób:
- Rząd Republiki Francuskiej (Ministerstwo Spraw Zagranicznych) jest sponsorem programu oraz zapewnia ramy organizacyjne rekrutacji, wykorzystując sieć ambasad;
- Grandes Ecoles – renomowane uczelnie francuskie uczestniczące w programie zapewniają kształcenie w ramach własnych struktur pedagogicznych;
- Holdingi międzynarodowe pochodzenia francuskiego współpracują ze Stowarzyszeniem Wsparcia Programu COPERNIC w kwestii rekrutacji przyszłych współpracowników w Europie Środkowej, w Rosji i na Ukrainie.

## Program studiów
Program ma na celu zapewnienie praktycznego kształcenia przyszłych menedżerów przedsiębiorstw francuskich działających w regionie pochodzenia studentów. Cykl kształcenia wynosi 12 miesięcy:
- 6 miesięcy interdyscyplinarnego kształcenia uniwersyteckiego (450 godzin)
- 6 lub 9 miesięcy obowiązkowego stażu w jednym ze współpracujących przedsiębiorstw

Program rozpoczyna się 1 października i trwa do 30 września lub 31 grudnia roku następnego (w zależności od długości stażu). Przez pierwszych 12 miesięcy studenci korzystają ze stypendium Rządu Republiki Francuskiej.
Zajęcia prowadzone są przez kadrę naukową Grandes Ecoles oraz przez zapraszanych specjalistów ze świata biznesu i polityki. Absolwenci zostają zazwyczaj zatrudnieni przez przedsiębiorstwo, w którym odbywali staż.
Kierownictwo pedagogiczne programu sprawuje J. Mossuz-Lavau, dyrektor badań naukowych w CNRS.

## Warunki przyjęcia
Program adresowany jest do wyróżniających się absolwentów poniżej 30 roku życia, biegle władających językiem francuskim, pochodzących z następujących krajów: Białoruś, Bułgaria, Gruzja, Węgry, Kazachstan, Kirgistan, Litwa, Łotwa, Polska, Słowacja, Czechy, Słowenia, Rumunia, Rosja, Ukraina.
Studenci programu rekrutują się głównie z Polski, Węgier, Czech i Rumunii.
Kandydaci muszą do czasu rozpoczęcia programu uzyskać dyplom ukończenia 5-letnich studiów wyższych o profilu inżynierskim, ekonomicznym lub prawniczym. Atutem jest wcześniejsze doświadczenie zawodowe.
Corocznie przyjmowanych jest ok. 40-50 osób, połowa o profilu inżynierskim, połowa o profilu ekonomicznym lub prawniczym.

## Uczelnie uczestniczące w programie
Zajęcia prowadzone są wspólnie przez cztery prestiżowe paryskie Grandes Ecoles:
- Institut d’Etudes Politiques de Paris (Sciences Po)
- École Nationale des Ponts et Chaussées
- École nationale supérieure des mines de Paris
- Collège des Ingénieurs

Po ukończeniu programu, uczelnie wydają absolwentom wspólny dyplom.

## Firmy uczestniczące w programie
Wśród wielu firm uczestniczących i współpracujących z programem COPERNIC, wymienić można:
- Air Liquide – lider z zakresu gazów przemysłowych i medycznych, obecny w ponad 70 państwach;
- BNP Paribas – największy bank strefy euro;
- Bouygues Bâtiment International – developer obecny w ponad 20 państwach;
- Bureau Veritas – jeden z liderów światowych w zakresie zarządzania jakością, obecny w 140 państwach, posiadający ponad 600 biur i laboratoriów;
- Danone – największa francuska grupa rolno-spożywcza, światowy lider w zakresie produktów mlecznych i ciastkarskich;
- EDF – jeden z pierwszych operatorów energetycznych na świecie, obecny w Europie, Ameryce Łacińskiej, Afryce i Azji;
- Gaz de France – największy operator gazowy we Francji i lider w Europie;
- L’Oréal – międzynarodowy koncern kosmetyczny obecny w ponad 130 krajach;
- Renault – holding motoryzacyjny, właściciel takich marek jak Renault, Dacia, Samsung Motors czy Nissan;
- Saint-Gobain – koncern budowlany zatrudniający ponad 200 tysięcy osób, składający się ponad 1400 firm w ponad 50 państwach;
- Société Générale – siódma pod względem wysokości kapitału spółka we Francji, jedna z największych grup finansowych w strefie euro;
- Total – koncern petrochemiczny działający w ponad 130 państwach, zatrudniający ponad 95 tysięcy pracowników;
- Vivendi – koncern mediowy, kontrolujący m.in. Canal+, Universal Music Group, sieć komórkową SFR, Vivendi Games (Blizzard, Sierra)